# Европске године
Европске године су пројекат у оквиру ког Европска унија скоро сваке године бира предмет о ком жели да подстакне дебату и дијалог унутар држава чланица ЕУ и подизања свести о одређеном проблему.

## Историја
Почевши од 1983. године Европски парламент и Савет Европске уније бирају на годишњем нивоу тему сваке године у зависности од предлога Европске комисије. Европске године су кампање подизања свести са циљем да образују становнике и привуку пажњу држава чланица на одређени проблем како би променили понашање и ставове на националном и Европском нивоу.

## Године
| Година | Име                                                                         | Реф.   |
| ------ | --------------------------------------------------------------------------- | ------ |
| 2023   | Европска година вештина                                                     |        |
| 2022   | Европска година младих                                                      |        |
| 2021   | Европска година железнице                                                   | [ 3 ]  |
| 2020   | није било                                                                   |        |
| 2019   | није било                                                                   |        |
| 2018   | Европска година културног наслеђа                                           | [ 4 ]  |
| 2017   | није било                                                                   |        |
| 2016   | није било                                                                   |        |
| 2015   | Европска година за развој                                                   | [ 5 ]  |
| 2014   | Европска година држављанства                                                | [ 6 ]  |
| 2013   | Европска година држављанства                                                | [ 6 ]  |
| 2012   | Европска година за активно старење                                          | [ 7 ]  |
| 2011   | Европска година волонтерства                                                | [ 8 ]  |
| 2010   | Европска година за борбу са сиромаштвом и друштвене искључености            | [ 9 ]  |
| 2009   | Европска године креативности и иновације                                    | [ 10 ] |
| 2008   | Европска година интеркултурног дијалога                                     | [ 11 ] |
| 2007   | Европска година једнаких шанси за све                                       |        |
| 2006   | Европска година радничке мобилности                                         |        |
| 2005   | Европска година грађанства кроз едукацију                                   |        |
| 2004   | Европска година образовања кроз спорт                                       |        |
| 2003   | Европска година људи са инвалидношћу                                        |        |
| 2002   | није било                                                                   |        |
| 2001   | Европска година језика                                                      |        |
| 2000   | није било                                                                   |        |
| 1999   | Европска година акције за борбу против насиља над женама                    |        |
| 1998   | Европска година локалне и регионалне демократије                            |        |
| 1997   | Европска година против расизма и ксенофобије                                |        |
| 1996   | Европска година учења кроз цео живот                                        |        |
| 1995   | Европска година безбедности на путу и младих возача                         |        |
| 1994   | Европска година исхране и здравља                                           |        |
| 1993   | Европска година старих и солидарности између генерација                     |        |
| 1992   | Европска година безбедности, хигијене и здравствене заштите на радном месту |        |
| 1991   | није било                                                                   |        |
| 1990   | Европска година туризма                                                     |        |
| 1989   | Европска година информација о раку                                          |        |
| 1988   | Европска година биоскопа и телевизије                                       |        |
| 1987   | Европска година околине                                                     |        |
| 1986   | Европска година безбедности на путу                                         |        |
| 1985   | Европска година музике                                                      |        |
| 1984   | Европска година за народну Европу                                           |        |
| 1983   | Европска година малих и средњих предузећа и крафт индустрије                |        |